# فهرست جنگ‌ها و درگیری‌های لسوتو
این فهرستی از جنگ‌های مربوط به لسوتو و دولت‌های پیشین آن، از جمله پادشاهی باسوتو و دوره حمایت بریتانیا (باسوتولند) است.
| درگیری                                         | لسوتو و متحدان            | دشمنان                                  | نتیجه                                                                | پادشاه وقت |
| ---------------------------------------------- | ------------------------- | --------------------------------------- | -------------------------------------------------------------------- | ---------- |
| نبرد ویرفوت (۱۸۵۱)                             | پادشاهی باسوتو            | بریتانیا                                | پیروزی - حمله بریتانیا دفع شد.                                       | موشوشو اول |
| جنگ اول باسوتو و ایالت آزاد اورنج (۱۸۵۸)       | پادشاهی باسوتو            | ایالت آزاد اورنج                        | پیروزی - تهاجم بورها شکست خورد.                                      | موشوشو اول |
| نبرد برئا (۱۸۵۸)                               | پادشاهی باسوتو            | بریتانیا                                | نامشخص - پیمان صلح امضا شد.                                          | موشوشو اول |
| جنگ دوم باسوتو و اورنج (۱۸۶۵–۱۸۶۶)             | پادشاهی باسوتو            | ایالت آزاد اورنج و جمهوری آفریقایی جنوب | شکست - واگذاری بخشی از زمین‌ها به بورها.                              | موشوشو اول |
| جنگ سوم باسوتو و اورنج (۱۸۶۷–۱۸۶۸)             | پادشاهی باسوتو            | ایالت آزاد اورنج                        | شکست اما از اشغال کامل جلوگیری شد - باسوتولند تحت حمایت بریتانیا شد. | موشوشو اول |
| شورش موروسی (۱۸۷۹)                             | پادشاهی باسوتو و بریتانیا | قبایل فوتی                              | پیروزی - سرکوب شورش.                                                 | لتسی اول   |
| جنگ اسلحه باسوتو (۱۸۸۰–۱۸۸۱)                   | شورشیان باسوتو            | بریتانیا                                | پیروزی - نتیجه نهایی به سود باسوتو بود.                              | لتسی اول   |
| شورش حزب کنگره باسوتولند (۱۹۷۴)                | لسوتو دولت وقت            | لسوتو حزب کنگره باسوتولند               | پیروزی دولت - شورش سرکوب شد.                                         | موشوشو دوم |
| جنگ چریکی ارتش آزادی‌بخش لسوتو (۱۹۷۹–۱۹۹۰)      | لسوتو دولت وقت            | لسوتو ارتش آزادی‌بخش لسوتو               | پیمان صلح - برگزاری انتخابات در ۱۹۹۳، پیروزی BCP.                    | موشوشو دوم |
| مداخله جامعه توسعه جنوب آفریقا در لسوتو (۱۹۹۸) | آفریقای جنوبی، بوتسوانا   | لسوتو نیروهای شورشی ارتش                | پیروزی جامعه توسعه - تلاش برای کودتا در لسوتو خنثی شد.               | لتسی سوم   |